# Anolis baracoae
Anolis baracoae (баракойський аноліс) — вид ігуаноподібних ящірок родини анолісових (Dactyloidae). Ендемік Куби.

## Поширення і екологія
Баракойські аноліси мешкають на крайньому сході Куби, зокрема в муніципалітеті Баракоа. Вони живуть в широколистяних, галерейних вічнозелених та напввічнозелених лісах, трапляються в садах та поблизу лбюдських поселень. Живляться равликами, колібрі та іншими дрібними птахами, а також невеликими ящірками. Відкладають яйця.

## Збереження
МСОП класифікує стан збереження цього виду як близький до загрозливого. Anolis baracoae загрожує знищення природного середовища.